# Rima Draper
La Rima Draper è una struttura geologica della superficie della Luna.